# Radio Povo Viqueque

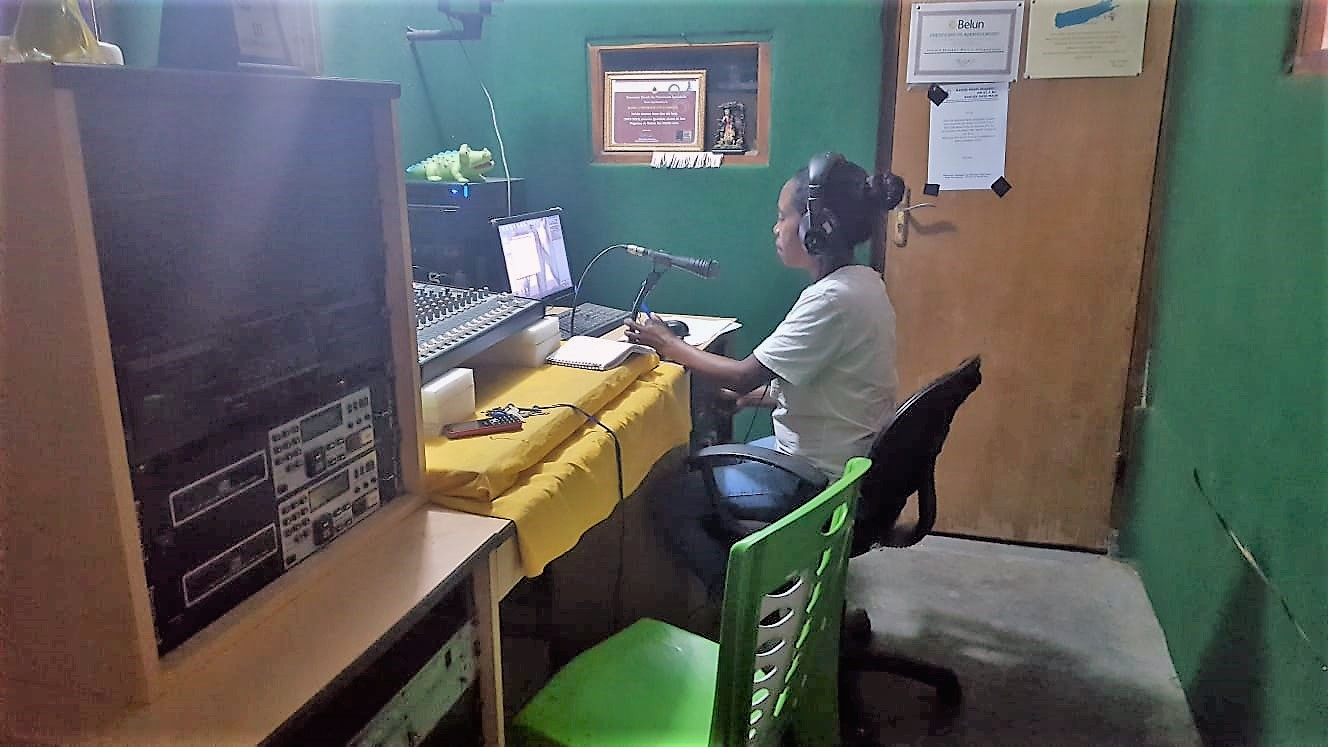
Moderatorin Laurensa bei der Arbeit

Radio Povo Viqueque (RPV, auch Radio Povu Viqueque) ist ein osttimoresischer Hörfunksender und Mitglied der Asosiasaun Radio Komunidade Timor-Leste (ARKTL). Sitz des Senders ist Viqueque, die Hauptstadt der gleichnamigen Gemeinde. RPV ist die einzige Hörfunkstation, die speziell für die Region sendet. Das Programm spielt eine wichtige Rolle bei der Information und der Fortbildung der lokalen Bevölkerung. RPV sendet sechs Tage die Woche auf FM 97,9 MHz.

## Geschichte
Die Region war nach den Zerstörungen nach dem Unabhängigkeitsreferendum 1999 bis November 2003 komplett von Telekommunikation abgeschnitten. Auch Jahre später konnte man in einigen Teilen Viqueques die Sendungen von Rádio e Televisão de Timor-Leste (RTTL) nicht empfangen. Die nationalen Sender und Publikationen greifen zudem nur selten lokale Themen auf. Noch 2010 brauchte es Wochen, bis Zeitungen aus der Landeshauptstadt Dili nach Viqueque kamen. Manche Landesteile sind in der Regenzeit durch Überflutungen und Erdrutsche nicht erreichbar. Analphabetismus ist ein allgemeines Problem unter der vorwiegend von der Landwirtschaft lebenden Bevölkerung.
2000 organisierten sich Aktivisten von den niederländischen Hilfsorganisationen Vrij Oosttimor und X min Y Solidariteitsfonds als Radio Viqueque Support Group (RVSG), um die lokale Radiogruppen in Viqueque unterstützen, bis sie unabhängig senden konnte. Projektmanagerin wurde Endie van Binsbergen, die das Projekt bis Ende 2004 leitete.

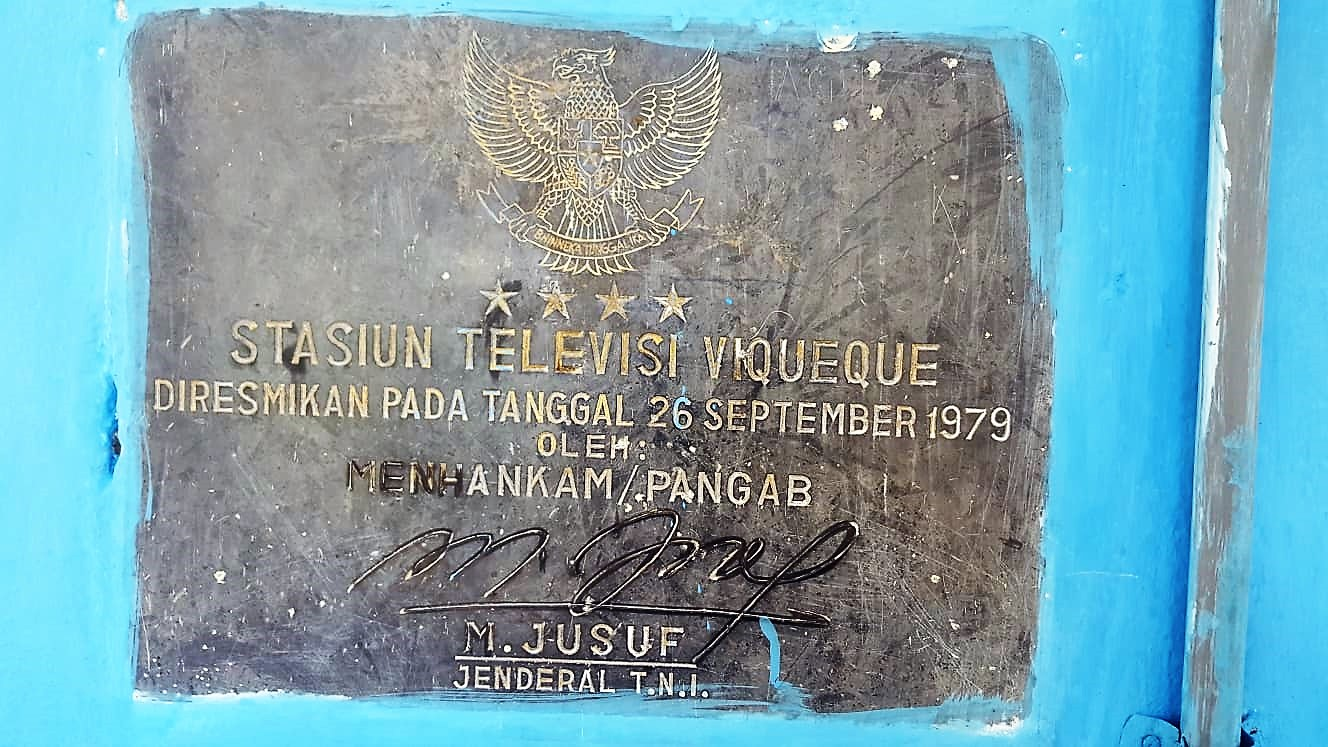
Widmungstafel der indonesischen TV-Station

Die UNTAET stellte dem Radioprojekt leere Räume im Gemeindezentrum für eine zeitweilige Nutzung zur Verfügung. Im Mai 2001 begann die Ausbildung von lokalem Personal. Odete Belo, ein Arzt aus Viqueque, übernahm die Schirmherrschaft. Im November zog man in die alte indonesische Fernsehstation um, die auf einem Hügel am Stadtrand Viqueques liegt. RPV wurde Mitglied im nationalen Netzwerk der Nichtregierungsorganisationen. Ireland Aid übernahm die Kosten für die Renovierung.
Ende 2002 gab es Mitglieder aus allen fünf Subdistrikten Viqueques. Radio Rakambia aus Dili unterstützte mit Know-how-Transfer. Weitere finanzielle Unterstützung kam von der deutschen GTZ und Oxfam GB. Am 28. Juli 2003 erhielt RPV die offizielle Unterstützungzusage vom Ministerium für Transport, Telekommunikation und öffentliche Arbeiten, was eine Voraussetzung für den Antrag auf eine Sendelizenz und Frequenzzuordnung ist. Nach einem Jahr Sendungen in Zusammenarbeit mit Radio Rakambia, konnte das Team im Januar 2004 von RPV eigenständig arbeiten. Die Sendungen waren zwar noch auf drei Tage im Monat beschränkt, fanden aber viele Zuhörer. Im Laufe der ersten Jahreshälfte kam das neue Equipment für die Sendestation und wurde von Freiwilligen aufgebaut. Im Juni 2004 war der neue Sender fertiggestellt und ging mit der neuen Anlage am 24. Juni auf Probebetrieb. Um 15:15 Uhr ertönte auf dem Sender Pump Up The Volume und die Moderatorin Dulce da Costa Mariano sprach die ersten Wörter „Schönen Nachmittag, Viqueque...! Hier ist Dulce auf Radio Povo Viqueque. Wir sind endlich on air!“ Der erste Sendetag lief bis 22 Uhr, während sich um die Sendestation immer mehr Menschen aus der Region versammelten.
Man sendete nun sieben Tagen die Woche, von 7:00 bis 10:15 und von 16:00 bis 20:00 Uhr. Gesendet wurden Musik und voraufgenommene Bildungsprogramme, neben Berichten, die von einer mobilen Einheit aus der Region gesendet werden. RPV-Reporter machten nun Interviews und Reportagen, wobei fehlende Transportmittel ein Problem war. Mit zunehmender Popularität brachten Leute selbst Informationen zum Radiosender und Polizei und der Distriktsadministrator stellten Mitfahrgelegenheiten für die Reporter zur Verfügung. Eine Informationstour durch die verschiedenen Regionen Viqueques informierte die Bevölkerung über ihr neues Kommunalradio. Die Menschen wurden eingeladen, direkt mit dem Radio in Aktion zu treten. Außerdem verteilte man Radios, die mit Solarzellen betrieben werden. Am 25. Oktober 2004 endete der Probebetrieb mit der offiziellen Einweihung von RPV, in Anwesenheit von Distriktadministrator Francisco da Silva und dem britischen Journalisten Max Stahl.
2005 wurde in einem Nebenraum eine kleine Bücherei für Jugendliche eingerichtet, finanziert von der australischen Botschaft, lokalen Nichtregierungsorganisationen und dem Kindermagazin Lafaek. Ab September 2005 konnte man mit SMS an Live-Diskussionen im Radio teilnehmen.
Vom 18. Februar bis 9. Mai 2006 fiel der Transmitter aus und RPV konnte nicht senden. Erdrutsche bedrohen seit 2010 das Gebäude, so dass das Sendestudio und die Bücherei in neue Gebäude umziehen müssen.

## Situation

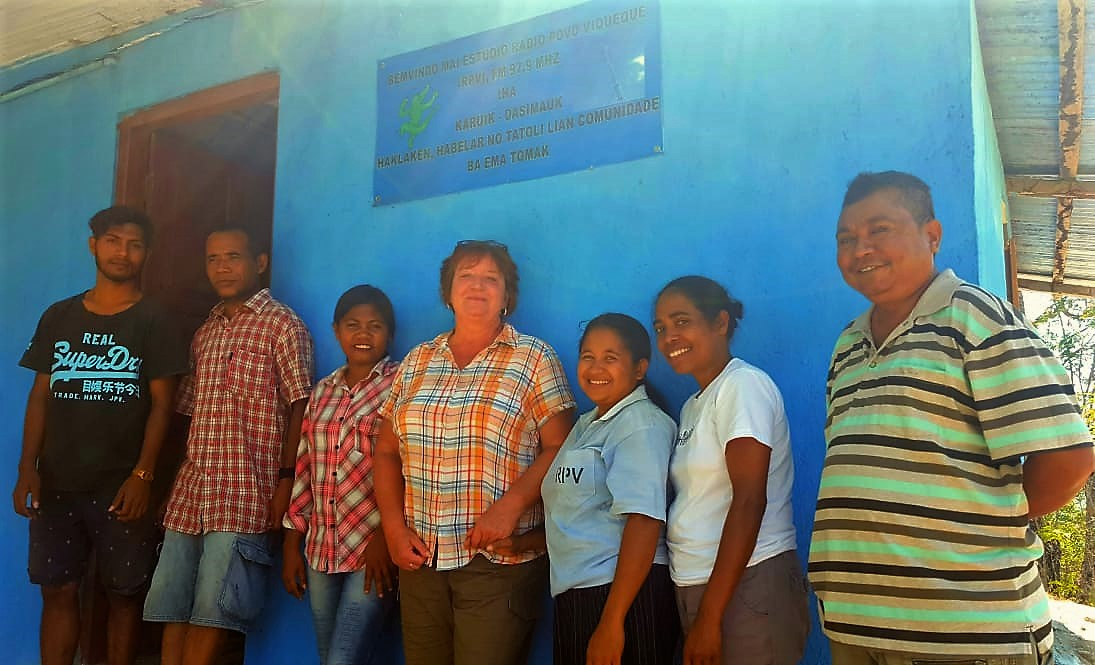
Das Radioteam mit Endie van Binsbergen (2019)

PRV sendet derzeit sechs Tage die Woche. Als Sprache wird die Amtssprache Tetum verwendet, die auch bei den ethnischen Minderheiten als Zweitsprache weit verbreitet ist. Das Radiosignal erreicht fast die gesamte Gemeinde Viqueque, bis auf einen kleinen Teil von Uato-Lari, der durch Hügel isoliert ist. Auch Teile von Baucau, Lautém, Manatuto und Manufahi können RPV empfangen. Die Kosten für den Dieselgenerator sind ein dauerhaftes Problem für den Sender. Trinkwasser und Wasser für die Sanitäreinrichtungen müssen zur Radiostation hochgetragen werden. Ein Transportmittel für die Radio, wie etwa ein Motorrad, fehlt immer noch. Außerdem ist der Bedarf an weiteren Räumen gewachsen.
Aus den Jugendlichen, die die Bücherei benutzen, entstand ein Fanclub. Die Mitglieder halten die Umgebung der Radiostation sauber, bringen das Wasser hoch und führen kleine Reparaturen durch. Da es keine Lokalzeitung gibt, kommen Leute auch aus entfernteren Orten, um ihre persönliche Meinung zu Sendungen mitzuteilen, familiäre Nachrichten, wie Todesfälle, Geburten oder Hochzeiten, senden zu lassen oder über anstehende lokale Feste zu informieren.